# Віннебейго (Небраска)
Віннебейго (англ. Winnebago) — селище (англ. village) в США, в окрузі Терстон штату Небраска. Населення — 916 осіб (2020).

## Географія
Віннебейго розташоване за координатами 42°14′9″ пн. ш. 96°28′18″ зх. д. / 42.23583° пн. ш. 96.47167° зх. д. (42.235958, -96.471799).  За даними Бюро перепису населення США в 2010 році селище мало площу 0,52 км², уся площа — суходіл.

## Демографія
Згідно з переписом 2010 року, у селищі мешкали 774 особи в 200 домогосподарствах у складі 151 родини. Густота населення становила 1474 особи/км².  Було 227 помешкань (432/км²).
Расовий склад населення:
| - 90,6 % — корінних американців - 4,4 % — білих - 0,1 % — чорних або афроамериканців |

До двох чи більше рас належало 4,8 %. Частка іспаномовних становила 4,0 % від усіх жителів.
За віковим діапазоном населення розподілялося таким чином: 43,5 % — особи молодші 18 років, 49,1 % — особи у віці 18—64 років, 7,4 % — особи у віці 65 років та старші. Медіана віку мешканця становила 21,4 року. На 100 осіб жіночої статі у селищі припадало 93,5 чоловіків;  на 100 жінок у віці від 18 років та старших — 78,4 чоловіків також старших 18 років.
Середній дохід на одне домашнє господарство  становив 41 380 доларів США (медіана — 31 250), а середній дохід на одну сім'ю — 44 224 долари (медіана — 36 964). Медіана доходів становила 32 083 долари для чоловіків та 37 500 доларів для жінок. За межею бідності перебувало 36,2 % осіб, у тому числі 42,3 % дітей у віці до 18 років та 26,9 % осіб у віці 65 років та старших.
Цивільне працевлаштоване населення становило 260 осіб. Основні галузі зайнятості: освіта, охорона здоров'я та соціальна допомога — 39,6 %, мистецтво, розваги та відпочинок — 15,0 %, публічна адміністрація — 12,7 %.